# Lijst van televisiekanalen in Spanje
Hieronder een Lijst van televisiekanalen in Spanje:

## Publieke zenders

### Nationaal
Zenders van de openbare omroep Televisión Española (TVE):
- La 1 (HD/UHD)
- La 2
- Teledeporte
- 24h
- Clan

### Regionaal
- Andalusië:
  - Canal Sur
  - Canal Sur 2
  - Andalucía TV
- Aragón:
  - Aragón TV
- Asturië:
  - TPA7
  - TPA8
- Balearen:
  - IB3
- Baskenland (EiTB):
  - ETB1
  - ETB2
  - ETB3
  - ETB4
- Canarische Eilanden:
  - TV Canaria
- Castilië-La Mancha:
  - CMM TV
- Castilië en León:
  - La 7 CYL
  - La 8
- Catalonië:
  - TV3
  - Super3/33
  - 3/24
  - Esport3
- Extremadura:
  - Canal Extremadura
- Galicië:
  - TVG
  - TVG2
- Madrid:
  - Telemadrid
  - La Otra
- Murcia:
  - La 7
- Valencia:
  - À Punt

## Commerciële zenders
- Zenders van Mediaset España
  - Cuatro
  - Telecinco
  - FDF
  - Divinity
  - Energy
  - Be Mad
  - Boing
- Zenders van Atresmedia
  - Antena 3
  - La Sexta
  - Neox
  - Nova
  - Mega
  - Atreseries
- Zenders van Veo TV
  - DMAX
  - Gol Play
- Zenders van Net TV
  - Paramount Network
  - Disney Channel
- Zenders van Ábside Media
  - Trece
- Zenders van Grupo KISS Media
  - DKISS
- Zenders van Ten Media
  - Ten
- Zenders van Real Madrid
  - Real Madrid TV